# Claude Perreney de Velmont de Grosbois
Claude Irénée Marie Nicolas Perreney de Velmont de Grosbois est un homme politique français né le 17 avril 1756 à Dijon (Côte-d'Or) et mort le 16 mai 1840 à Grosbois (Côte-d'Or).

## Biographie
Fils d'un conseiller au Parlement de Bourgogne, il est premier président du Parlement de Besançon. lorsqu'il est élu député de la noblesse aux États-généraux en 1789, pour le bailliage de Besançon. Très hostile à la Révolution, il émigre en 1791 et ne rentre en France qu'en 1814. Il est député de la Côte-d'Or de 1815 à 1816, siégeant dans la majorité ultra-royaliste de la Chambre introuvable, dont il est l'un des vice-présidents. Il est pair de France de 1827 à 1830.

## Sources
- « Claude Perreney de Velmont de Grosbois », dans Adolphe Robert et Gaston Cougny, Dictionnaire des parlementaires français, Edgar Bourloton, 1889-1891 [détail de l’édition]